# 나프록센
나프록센(naproxen, 브랜드명: Aleve, Naprosyn 등)은 통증, 월경통, 또 류머티스 관절염, 발열 등의 염증을 치료하기 위해 사용되는 비스테로이드 항염증제(NSAID)이다. 구강으로 복용한다. 즉각 및 지연 방출성 제제(release formulation)로 구매가 가능하다. 효력은 복용 후 1시간 내에 시작되며 최대 12시간까지 지속된다.
일반적인 부작용으로는 어지러움, 두통, 멍, 알레르기 반응, 속쓰림, 복통이 포함된다. 심각한 부작용으로는 심혈관계 질환, 뇌졸중, 위장출혈, 위궤양의 위험의 증가가 포함된다. 심장 질환의 위험은 기타 NSAID보다 더 낮을 수 있다. 신부전 환자에게는 권장되지 않는다. 임신 중에도 권고되지 않는다.
나프록센은 무차별적(nonselective) 사이클로옥시게나제(COX) 억제제이다. 프로피온산계의 약물에 속한다. NSAID로서, 나프록센은 프로스타글란딘이라는 이름의 염증 매개체의 생성을 감소시킴으로써 소염제 반응을 발휘하는 것으로 보인다. 간에 의해 비활성 대사 산물로 변환된다.
나프록센은 1976년 미국에서 의학용으로 승인되었다. 일반의약품이자 제네릭 의약품으로 판매되고 있다. 영국에서는 2017년 기준으로 비용이 한 도스(dose) 당 약 £0.15이다. 미국에서 도스 당 도매가는 2018년 기준으로 US$0.10 미만이다. 2016년, 1,100만 건 이상의 처방과 더불어 미국 내에서 68번째로 많이 처방된 약물이었다.

## 화학

### 합성
나프록센은 신텍스에 의해 상업적으로 생산되고 있으며 다음과 같이 2-나프톨부터 시작된다: